# Chentkaus-II.-Pyramide
Die Chentkaus-II.-Pyramide ist eine eigenständige Königinnenpyramide in der Nekropole von Abusir in Ägypten, die in der 5. Dynastie erbaut wurde. Sie wird der altägyptischen Königin Chentkaus II. zugeschrieben, die möglicherweise nach dem Tod ihres Gatten Neferirkare als regierende Königin über Ägypten geherrscht hatte. Heute ist die Pyramide nur noch eine stark zerstörte, 4 m hohe Ruine.

## Erforschung

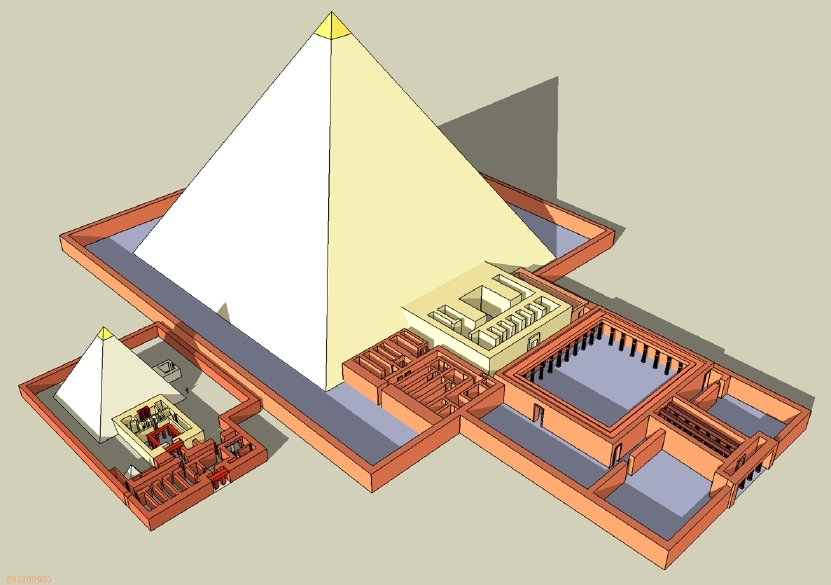
Lage des Chentkaus-II.-Pyramidenkomplexes neben dem Pyramidenkomplex des Neferirkare

Das direkt südlich des Pyramidenkomplex des Neferirkare gelegene Areal der Chentkaus-II.-Pyramide wurde bereits Anfang des 20. Jahrhunderts von Ludwig Borchardt erkundet, der auch die Überreste des Komplexes bemerkte, sie aber nach einigen Sondierungsgrabungen fälschlich als Doppelmastaba einstufte.
Angeregt durch den Fund eines Papyrus-Bruchstücks aus der 5. Dynastie untersuchte der tschechische Ägyptologe Miroslav Verner mit seinem Team bei Ausgrabungen in Abusir zwischen 1975 und 1980 das bis dahin unerforschte Bauwerk, wobei sich herausstellte, dass es sich keinesfalls um eine Mastaba, sondern um einen kleinen Pyramidenkomplex handelte.
Verner konnte durch seine Untersuchungen das Bauwerk eindeutig einer Königin mit dem Namen Chentkaus zuordnen. Dabei war zunächst nicht klar, ob diese mit Chentkaus I. aus der 4. Dynastie identisch war, deren Grabbau in Gizeh liegt. Beide Königinnen trugen einen eigentümlichen Titel, der darauf hindeutet, dass sie selbst über Ägypten geherrscht hatten. Aus den Fundumständen konnte die Pyramide in Abusir jedoch in die 5. Dynastie datiert werden und die Grabinhaberin als Ehefrau des Neferirkare identifiziert werden.

## Bauumstände
Der Bau der Pyramide der Chentkaus II. begann unter der Herrschaft ihres Ehemanns Neferirkare und scheint zunächst als eine in den Neferirkare-Komplex integriertes Königinnenpyramide geplant gewesen zu sein. Aus Inschriften, die auf diese Bauphase datiert sind, wird der Name Chentkaus II. mit dem Titel „königliche Gemahlin“ angegeben. Zwischen dem 10. und 11. Regierungsjahr des Königs kam es zur Einstellung der Bauarbeiten, die bis zu diesem Zeitpunkt bis zur Höhe der Grabkammerdecke gediehen waren. Ursache war vermutlich der Tod des Königs.
Auch wenn eine Fortführung während der folgenden, kurzen Herrschaft des Raneferef nicht ausgeschlossen werden kann, so liegen dafür keine Belege vor.
Erst unter Niuserre kam es zu einer Wiederaufnahme der Arbeiten und zur Fertigstellung des Komplexes. Auf Inschriften ist nun der Titel als „Königinmutter“ angegeben. In dieser Bauphase wurde die Pyramide vollendet, Tempel in zwei Bauphasen errichtet sowie der restliche Komplex erbaut.
Aus dieser Zeit stammen auch Inschriften, die den Titel als Mw.t-nsw-bj.tj-nsw-bj.tj angeben, was sowohl als König von Ober- und Unterägypten und Mutter des Königs von Ober- und Unterägypten als auch als Mutter zweier Könige von Ober- und Unterägypten gedeutet werden kann. Die erste Interpretation deutet darauf hin, dass Chentkaus II. zumindest für eine gewisse Zeit als eigenständige Herrscherin regiert hat, was auch durch Darstellungen mit Königsinsignien gestützt wird.

## Die Pyramide

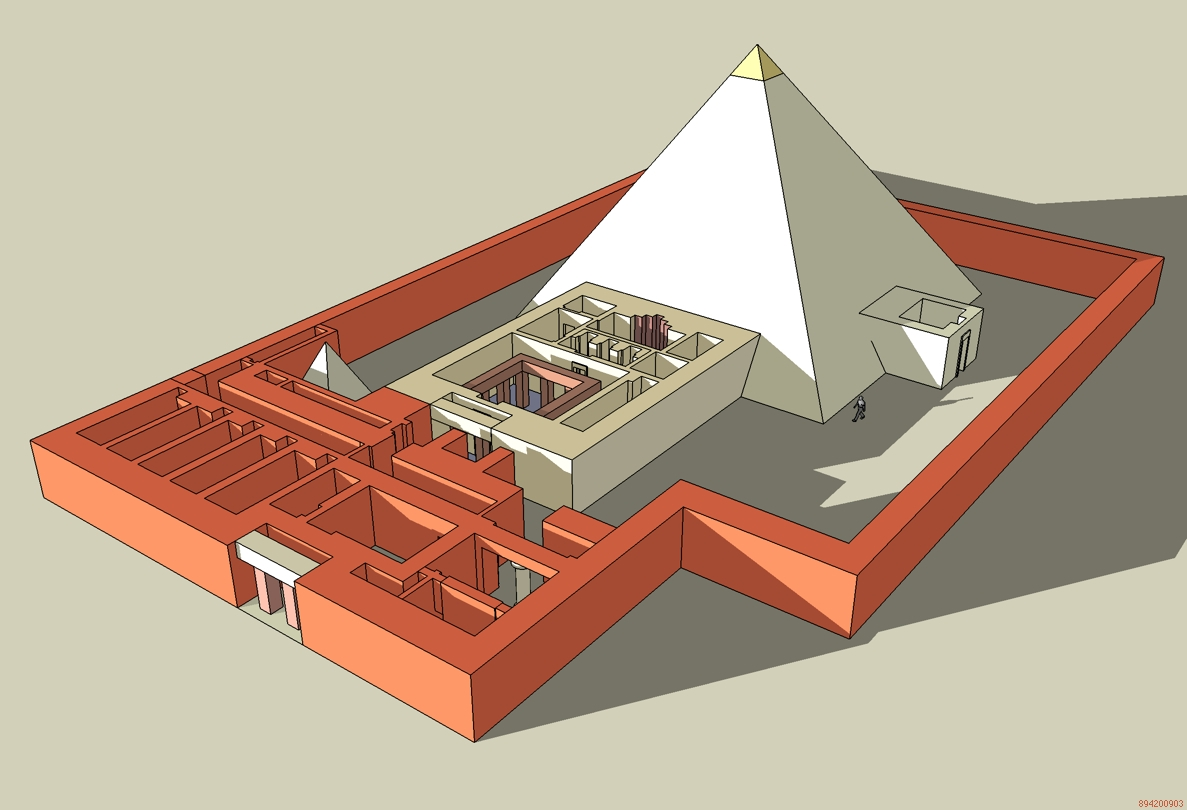
Rekonstruktion der Pyramide

Der Pyramidenaufbau besaß bei einem Basismaß von 25 m und einem für die 5. Dynastie typischen Neigungswinkel von 52° eine Höhe von 17 m. Der Kern der Pyramide war in drei Stufen aus kleinen Kalksteinblöcken gemauert, die mit Lehmmörtel zusammengehalten wurden. Dieses Baumaterial waren übrig gebliebene Reste des Baumaterials der benachbarten Neferirkare-Pyramide. Der Kern selbst war mit einer Verkleidung aus feinem Tura-Kalkstein versehen. Den Abschluss bildete ein aus grauschwarzem Granit gefertigtes Pyramidion, von dem Fragmente in der Ruine gefunden wurden.
In der ersten Bauphase unter Neferirkare wurde der Kernbereich der Pyramide errichtet, aber die Verkleidung und auch der Totentempel fehlten noch. Aus archäologischen Befunden geht hervor, dass die Verkleidungsschicht erst zusammen mit dem unter Niuserre fertiggestellten Kalksteintempel angebracht worden sein kann.
Der Pyramidenkorpus ist durch Steinraub stark zerstört, so dass die Ruine heute nur noch eine Höhe von etwa 4 m besitzt. Die Bauweise aus nicht sehr sorgfältigem Mauerwerk und die Verwendung von minderwertigem Material erleichterten einerseits die Zerstörung durch Steinräuber und bot andererseits weiteren erodierenden Faktoren zusätzliche Angriffsfläche.

### Unterbau

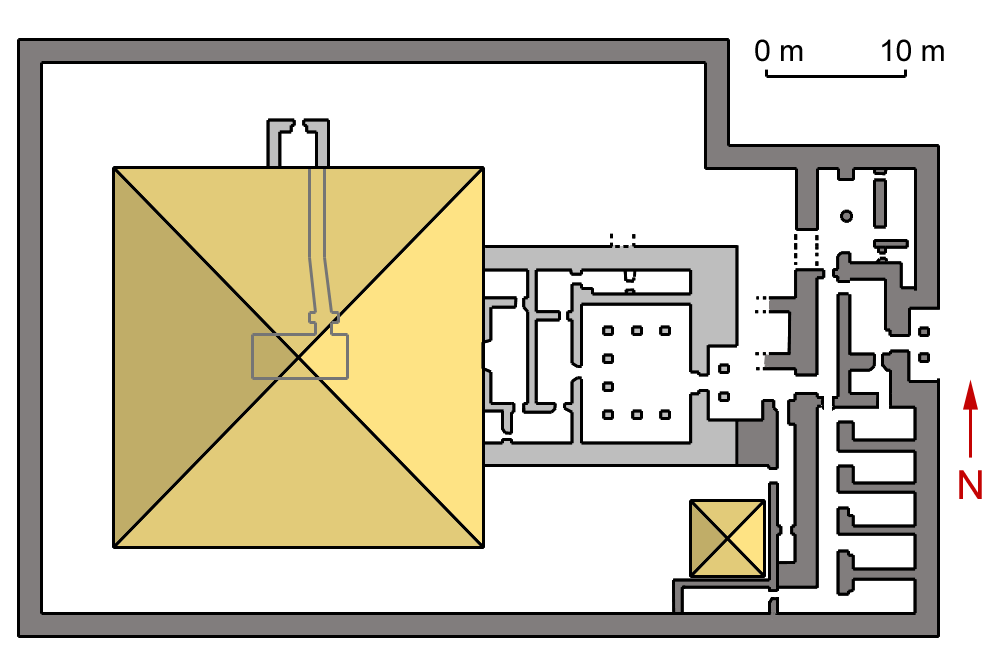
Plan der Pyramide und des Tempels
Hellgrau: erste Bauphase
Dunkelgrau: zweite Bauphase

Die in einem flachen, offenen Graben gebaute Substruktur der Pyramide ist sehr einfach gehalten. Von Norden führt ein abfallender Korridor nach unten der etwa auf halber Strecke in die Horizontale übergeht und leicht nach Osten abknickt. Im horizontalen Gangteil befand sich kurz vor der Einmündung in die Kammer eine einfache Granit-Fallsperre. Die Grabkammer selbst war in ostwestlicher Richtung ausgerichtet. Als Baumaterial kamen sowohl für den Gang als auch für die Grabkammer kleine Blöcke feinen Kalksteins zum Einsatz. Die Decke der Grabkammer war flach und bestand aus massiven Kalksteinblöcken.
Die Kammer selbst ist stark zerstört, jedoch waren noch Bruchstücke des aus Rosengranit gefertigten Sarkophags auffindbar. Zudem fanden sich auch Binden der gefledderten Mumie sowie Fragmente von Alabaster-Gefäßen der Grabausstattung. Aus den Überresten kann geschlossen werden, dass die Pyramide der Bestattung der Königin diente.

## Der Pyramidenkomplex
Die Chentkaus-II.-Pyramide hat einen eigenständigen Pyramidenkomplex und ist nicht in den Pyramidenkomplex ihres Gatten Neferirkare eingegliedert. Dieser Komplex enthält alle wichtigen Elemente, die zur Ausübung des Herrscherkults notwendig sind. Ein Aufweg und ein Taltempel wurden bislang nicht festgestellt.

### Nordkapelle
An der Mitte der Nordseite befindet sich eine kleine Opferkapelle, die vermutlich einen Altar enthielt. Dieses kleine Bauwerk befand sich bei dem leicht nach Osten versetzten Eingang zum Unterbau der Pyramide. Von der Nordkapelle sind nur rudimentäre Überreste erhalten geblieben.

### Kultpyramide
In der Südostecke wurde eine kleine Kultpyramide errichtet, die bei einer Basislänge von 5,2 m und einer Höhe von etwa 4,5 m deutlich steiler war, als die Hauptpyramide. Die Seitenneigung betrug hier etwa 60°.
Diese Kultpyramide wurde aus demselben Material errichtet wie die Umfassungsmauer und dürfte daher als eine späte Ergänzung des Komplexes zusammen mit der zweiten Bauphase des Totentempels realisiert worden sein. Die Kultpyramide ist weitgehend zerstört und nur rudimentäre Überreste sind noch sichtbar. Ein Unterbau ist bislang nicht nachgewiesen.

### Totentempel

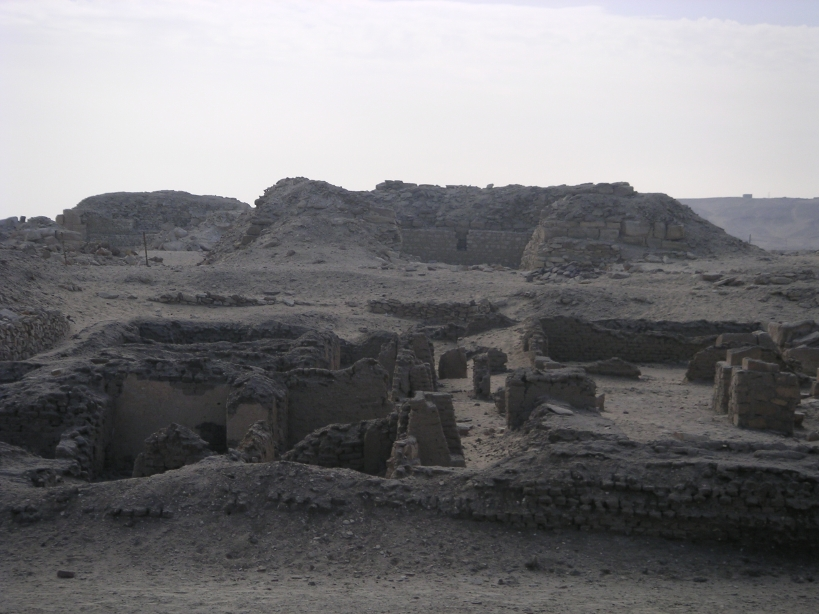
Überreste des inneren Totentempels der Chentkaus-II.-Pyramide. Im Hintergrund die Ruinen der Lepsius-XXIV- und XXV-Pyramiden

Der Totentempel auf der Ostseite der Pyramide entstand in der letzten Bauphase des Komplexes unter Niuserre als die Pyramide bereits vollendet war. Der Bau des Tempels lässt sich in zwei Phasen unterscheiden, wobei zunächst ein kleiner Tempel aus Kalkstein gebaut wurde, der später durch eine Erweiterung aus Lehmziegeln ergänzt wurde.
Der ursprüngliche Kalksteintempel konnte von Osten durch einen Säulenportikus betreten werden. Im Inneren befanden sich ein offener Pfeilerhof mit acht Säulen, ein Statuensaal, der nach einem im Tempelarchiv gefundenen Papyrusfragment 16 Kultstatuen der Königin enthielt, ein Opfersaal mit einer Scheintür aus Rosengranit sowie einem Altar und Magazinkammern. Zudem führte eine Treppe auf die Dachterrasse. Die Opferhalle und möglicherweise auch andere Räume waren mit als Flachrelief ausgeführten Bildern und Inschriften versehen. Die Pfeiler im Hof trugen ebenfalls ähnliche Dekorationen. Einer von ihnen zeigt eine Darstellung der Königin mit der Herrscherinsignie der Uräusschlange auf der Stirn, was die Interpretation von Chentkaus II. als einer regierenden Herrscherin stützt.
Weitere Darstellungen zeigen Opferszenen, ein Totenmahl, landwirtschaftliche Darstellungen, Prozessionen sowie Familienszenen.
In der Erweiterung der zweiten Phase wurden an der Ostseite ein neuer Eingangsportikus, fünf Magazinkammern sowie eine Priesterunterkunft angebaut. Hierbei kam anstelle des Kalksteins Mauerwerk aus leichter zu bearbeitenden Lehmziegeln zum Einsatz. Im Zuge der Erweiterung wurde eine ebenfalls aus Lehmziegeln bestehende Umfassungsmauer um den Komplex gezogen und so dieser vom Neferirkare-Komplex abgetrennt.
Der Totenkult der Chentkaus II. ist über 300 Jahre hinweg bis zum Ende der 6. Dynastie nachweisbar.

### Einfassungsmauer
Der Pyramidenbezirk war von einer massiven Lehmziegelmauer umgeben, die klar von der Einfassungsmauer der benachbarten Neferirkare-Pyramide abgegrenzt ist. Einige Reste einer früheren Kalksteinmauer aus der ersten Bauphase deuten darauf hin, dass der Komplex ursprünglich an den Pyramidenkomplex ihres Mannes angeschlossen werden sollte. Die Eigenständigkeit des Komplexes wurde erst während der Erweiterung des Totentempels realisiert.

## Plünderung und Zerstörung
Erstmals wurde die Pyramide in der ersten Zwischenzeit beraubt. Im mittleren Reich erfolgte eine erneute Öffnung der Pyramide und der Sarkophag wurde für die Bestattung eines Kindes wiederverwendet. Der Pyramidenkomplex erfuhr gegen Ende des neuen Reichs massive Zerstörungen durch Steinraub. Das entfernte Material wurde in neuen Bauwerken wiederverwendet.